# San Ramón (California)
San Ramón es una ciudad del condado de Contra Costa, en el estado de California (Estados Unidos). Según el censo de 2000 tenía una población de 44 722, y en 2005 contaba con 49 999 habitantes.
San Ramón es un suburbio de San Francisco y de Oakland. Como ubicación de las oficinas centrales de la compañía que anteriormente se llamaba Pacific Bell (después SBC, y ahora AT&T), es el lugar de trabajo de Dilbert (Scott Adams trabajó allí antes de crear las tiras cómicas de Dilbert). En su término municipal se encuentran también las oficinas centrales de la Chevron Corporation.

## Geografía
Limita con Danville, y Dublin.
San Ramón se encuentra en un valle flanqueado por colinas. Sus límites se extienden desde «Norris Canyon» (Cañón de Norris) en el oeste hasta el «Mount Diablo» (Monte Diablo) en el este.

## Demografía
Según el censo del año 2000, sus 44 722 habitantes, suponían 16 944 hogares y 12 148 familias. La densidad de población era de 1491,1/km². Había 17 552 unidades de viviendas con una densidad media de 585,2/km². La composición facial de la ciudad era de 76,82 % de blancos, 1,93 % de negros o afroamericanos, 0,36 % de nativos americanos, 14,94 % de asiáticos, 0,21 % de las islas del Pacífico y 2,16 % de otras razas, y 3,58 % de dos o más razas. El 7,24 % de la población era hispana o latina de cualquier raza.
De los 16 944 hogares, el 37,9 % tenían hijos menores de 8 años viviendo en ellos, el 61,8 % eran matrimonios, 7,0 % monoparentales femeninas y 28,3 % no constituían familia. El 21,1 % de todos los hogares estaba formado por un solo individuo y el 3,6 % lo constituían personas viviendo solas de 65 años o más. El tamaño medio de los hogares era de 2,63 y el de la familia era de 3,12.
La composición por edades era de: 26,3 % menores de 18 años; 5,8 % de 18 a 24; 35,7 % de 25 a 44; 26,2 % de 45 a 64; y 6,1 % de 65 años o más. La edad media era de 36 años. Había 97,3 varones por cada 100 mujeres, relación que se reducía a 94,6 varones por cada 100 mujeres en el tramo de edades de 18 o más años.
Los ingresos medios por hogar eran de 95 856 $, y por familia de 106 321 $. Los varones tenían unos ingresos medios de 73 502 $ contra los 50 107 $ de las mujeres. Los ingresos per cápita eran de 42 336 $. Cerca del 1,4 % de las familias y del 2,0 % de la población estaba por debajo del umbral de pobreza, incluidos el 1,4 % de los menores de 18 años y el 4,5 % de los de 65 años o más.
| 44 928                     | 46 321 | 46 780 | 47 583 | 49 148 | 49 999 |
| (Fuente: [cita requerida]) |        |        |        |        |        |

## Economía
Varios polígonos públicos que operan bajo el nombre de 'Bishop Ranch' proporcionan una saludable base de impuestos para la ciudad y entre las empresas instaladas se incluye la Chevron Corporation (anteriormente ChevronTexaco) cuyas oficinas centrales están en San Ramón. Los polígonos ocupan la mayor parte de "Central San Ramón", que es un gran cuadrado limitado por la autovía 680 al oeste, Crow Canyon al norte, el ferrocarril Iron Horse al este, y Bollinger Canyon Road al sur (a pesar de que varios complejos se encuentran al sur de Bollinger).

## Educación
La escuela secundaria de San Ramón se llama California High School. Irónicamente, la que lleva el nombre de San Ramón (la San Ramon Valley High School (SRVHS)) está en la ciudad limítrofe de Danville debido al nombre del valle que incluye San Ramón, Danville y Álamo. Algunas de las más recientes ampliaciones se han realizado en la Monte Vista High School.
La California High School (a menudo abreviada como CHS, o Cal High), se encuentra entre el ferrocarril Iron Horse y la piscina olímpica de San Ramón. La escuela está siendo completamente rehabilitada, por fases, debido a su antigüedad y la superpoblación de estudiantes. La primera fase, que un centro de estudios de tres pisos, fue abierta durante el año escolar 2006-2007. La fase II incluirá: un edificio polivalente (9 aulas), un edificio de consejería, un edificio para carreras tecnológicas (que será ocupado por Automoción y Robótica), y la demolición del edificio principal.
La EBAL (East Bay Athletic League: Liga de la Bahía Este) incluye los equipos de San Ramon Valley HS, Monte Vista HS, California HS, Livermore HS, Granada HS, Foothill HS, y Amador Valley HS.
El equipo de la California High School tiene un programa de progreso en fútbol americano, y es considerado uno de los mejores de la conferencia de la NCS (North Coast Section: Sección de la Costa Norte). 
Varias nuevas escuelas, incluyendo una nueva escuela secundaria, están siendo construidas para atender el nuevo desarrollo del Valle de Dougherty Valley. Dougherty Valley High School abrirá en septiembre de 2008.
Algunas de las más nuevas escuelas en San Ramón son Windemere Ranch Middle School, Hidden Hills Elementary School, Iron Horse Middle School, Golden View Elementary School, entre muchas otras. Además, la Bollinger Canyon Elementary School ha sido rediseñada recientemente.

### Biblioteca
La Biblioteca del Condado de Contra Costa gestiona la San Ramon Library.

## Cultura
San Ramón tiene muchos residentes que son ingenieros de software, programadores, o relacionados en algún modo con la industria de la tecnología. Entre los estudiantes de las escuelas secundarias los deportes más practicados se encuentran los siguientes: fútbol (soccer), fútbol americano, tenis, baloncesto, béisbol y lacrosse. La mayoría de ellos son accesibles a través de los extensos programas comunitarios de la ciudad.
San Ramón también acoge la carrera Primo para educación (5 km y media maratón) en la Iron Horse Middle school y el Festival de Arte y Viento cada Memorial Day.

## Emplazamientos de misiles Nike
Hay dos emplazamientos de misiles Nike cerrados en San Ramón :
SF-25L Bollinger Canyon

N 37.81242°, W 122.04295°, altura 326 m s. n. m.

El primero está en Bollinger Canyon Road cerca de Las Trampas. A una media milla al sur en Bollinger hay algunos edificios de la época Nike que se utilizan como oficinas del parque de Las Trampas.
1.8 km más lejos está SF-25C Rocky Ridge

N 37.81663°, W 122.06297°, altura 603 m s. n. m.

El emplazamiento de IFC está ahora ocupado por torres de retransmisión por microondas. 

## Parques y otros lugares interesantes para visitar
- Athan Downs
- Bishop Ranch Open Space - espacio libre rancho Bishop
- Crow Canyon Gardens - jardines del cañón del cuervo
- Forest Home Farms Historical Site - sitio histórico las granjas del hogar del bosque
- Inverness Park - parque Inverness
- Iron Horse Regional Trail - sendero regional caballo de hierro
- Las Trampas Regional Wilderness - campo silvestre regional Las Trampas
- Old Ranch Park - parque rancho viejo
- San Ramon Central park - parque central de San Ramón
- San Ramon Golf Course duck pond - estanque de patos de las canchas de golf de San Ramón
- SBC goose pond (Bishop Ranch) - estanque de gansos SBC (rancho Bishop)